# Sail Training Association

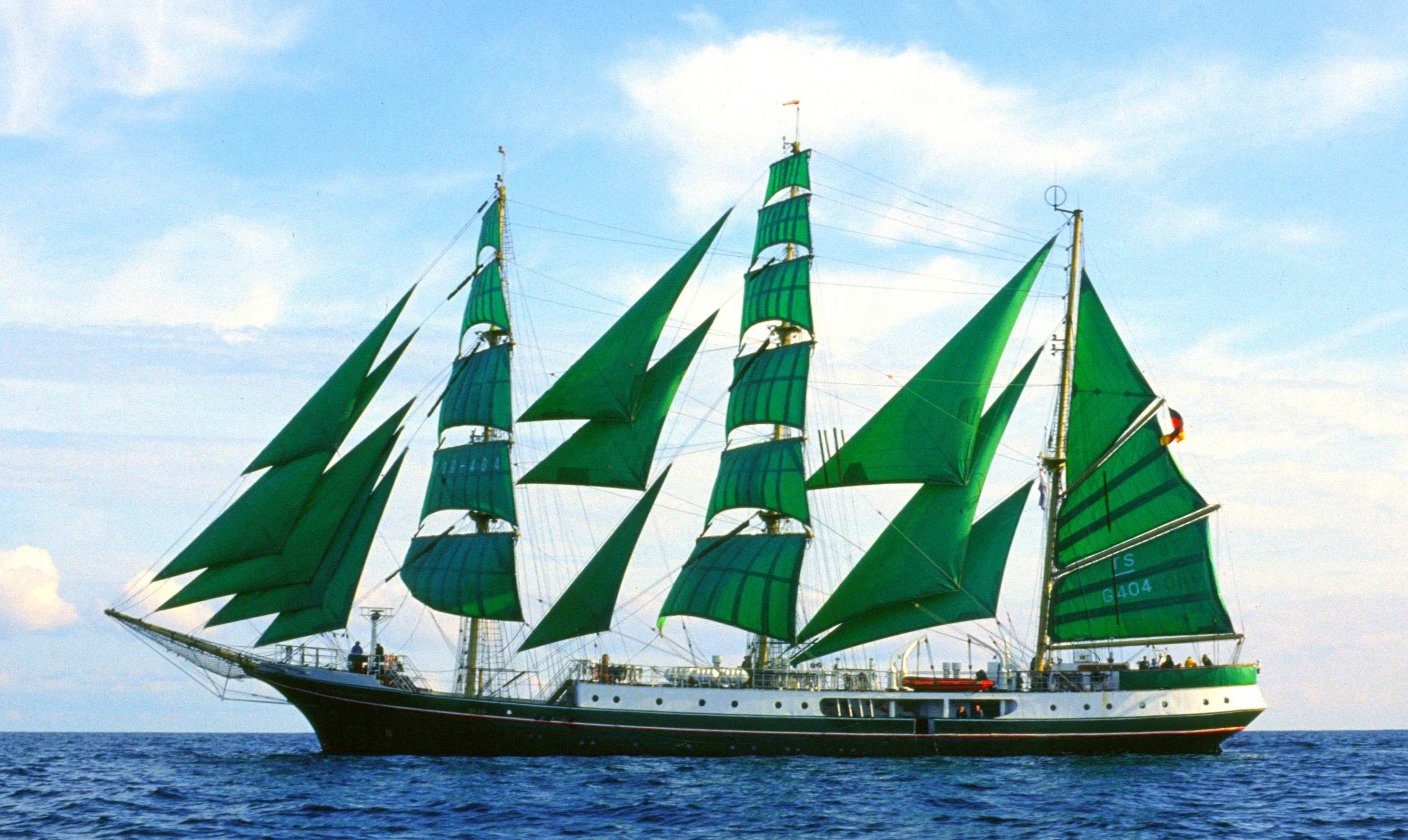
Der deutschen STA angeschlossen: Die Alexander von Humboldt

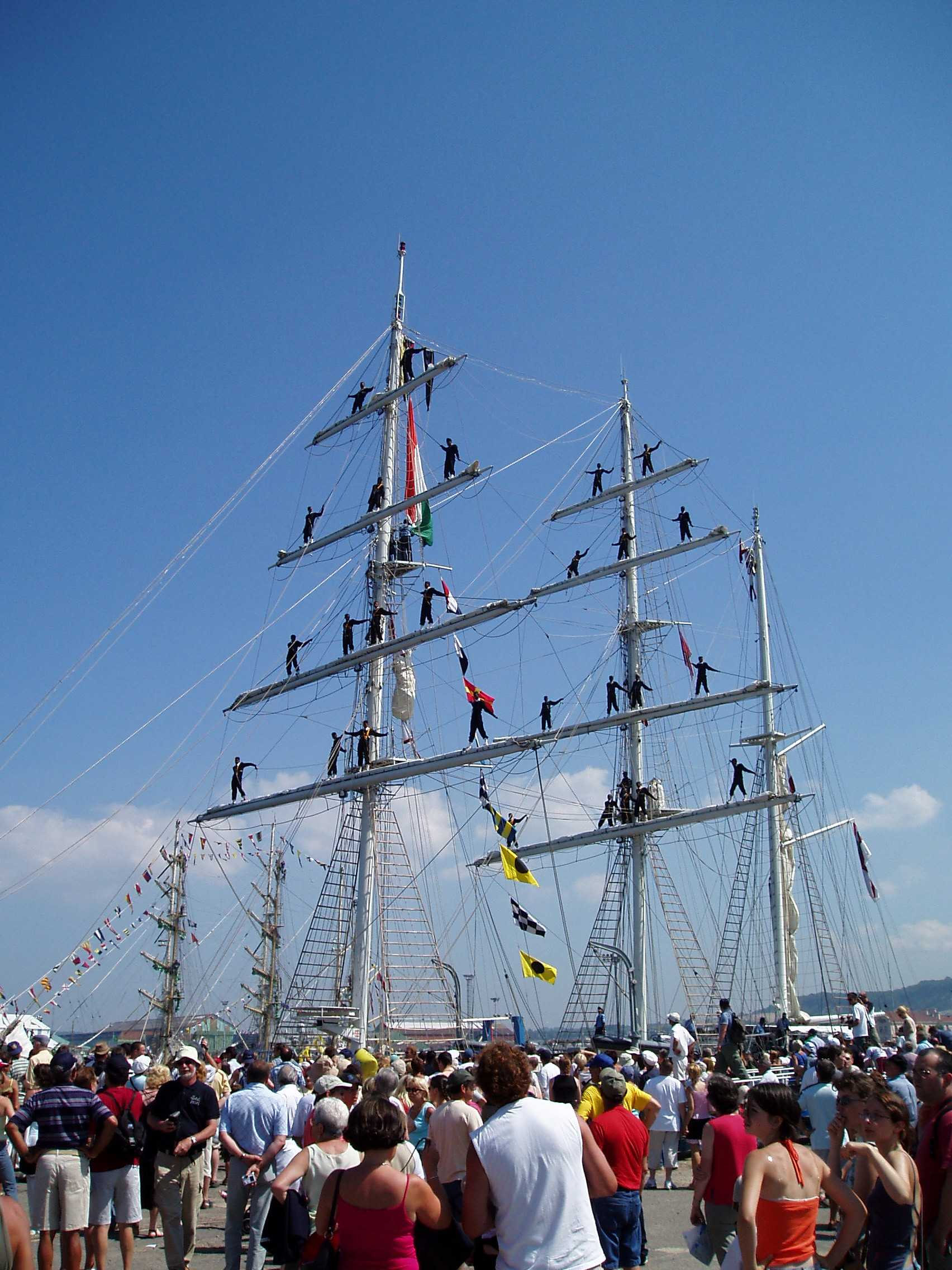
Zusammenarbeit der STAs mit Sail Training International: Publikumsmagnet Tall Ships’ Races

Als Sail Training Association – abgekürzt STA – bezeichnen sich in mehreren Staaten in der Regel gemeinnützige Organisationen, die sich zum Ziel gesetzt haben, Fahrten auf Großseglern vor allem für junge Menschen (16 bis 25 Jahre) zu fördern. Der englische Begriff Sail Training beinhaltet dabei nicht nur im wörtlichen Sinne Segelausbildung, sondern bezieht sich auf eine vor allem auf Großseglern durchgeführte Segelausbildung zum Ziel der persönlichen (physischen und psychischen) Entwicklung und Charakterbildung.
Die erste Sail Training Association wurde 1956 in Großbritannien ins Leben gerufen, um die Windjammer-Regatta Tall Ships’ Race (1973–2003 Cutty Sark Tall Ships' Race) auszurichten und, als Folge der durch die Regatta hervorgerufenen Segel-Begeisterung, um Schiffe zu Sail-Training-Zwecken zu betreiben. Seither sind weltweit 17 Sail Training Associations sowie zwei Organisationen, die sich ähnlicher Aufgaben annehmen, gegründet worden.
Seit 2003 sind die nationalen Organisationen in der internationalen Organisation Sail Training International zusammengeschlossen, die unter anderem die Tall Ships' Races in Zusammenarbeit mit den nationalen Organisationen der Start- und Zielhäfen organisiert. Der Verband hat seinen Sitz in Gosport, Vereinigtes Königreich.

## Die einzelnen Sail Training Associations
Im Laufe der letzten Jahrzehnte wurden in vielen Staaten Sail Training Associations gegründet.

### Großbritannien: Seit 1956/1972
Die erste Sail Training Association wurde in Großbritannien gegründet. 1956 gelang es dem Briten Bernard Morgan, unter Mithilfe des britischen Admirals Louis Mountbatten eine internationale Regatta für die vermeintlich letzten Großsegler ins Leben zu rufen, auf denen noch Kadetten ausgebildet wurden. Zur Durchführung der Regatta wurde das Sail Training International Race Committee gebildet und schließlich, mit Sitz in Portsmouth, die erste Sail Training Association gegründet.
Die Regatta wurde ein so großer Publikumserfolg, dass sie unter dem Namen Tall Ships’ Races (von 1973 bis 2003: Cutty Sark Tall Ships' Races) fortan alle zwei Jahre ausgerichtet wurde. Außerdem setzten sich Segelbegeisterte dafür ein, dass auch Großbritannien ein eigenes Segelschiff für Sail-Training-Zwecke haben sollte. Die Wohltätigkeitsorganisation (charity) Sail Training Association erhielt daraufhin zwei Unterabteilungen: Die Sail Training Association Races (kurz STA Races; dt.: STA Regatten) veranstaltete weiterhin die Tall Ships' Races. Die Sail Training Association Schooners (kurz STA Schooners; dt.: STA Schoner) betrieb zwei Segelschiffe – die Schoner und Schwesterschiffe Sir Winston Churchill (Stapellauf 1966) und Malcolm Miller (Stapellauf 1968) –, auf denen Sail-Training-Programme durchgeführt wurden.

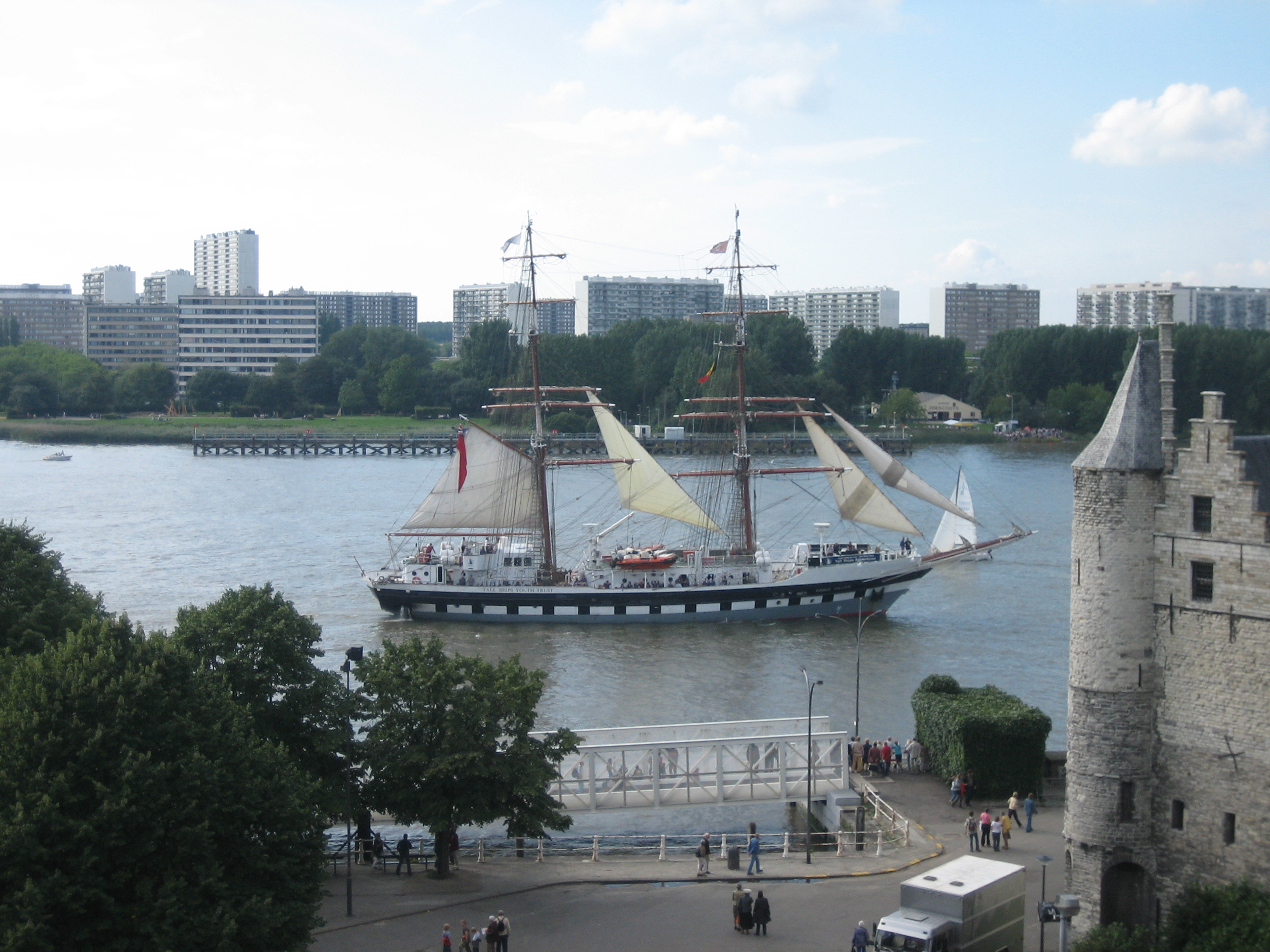
Die britische Prince William

2002 wurde aus der STA Races die International Sail Training Association (ISTA), die aber trotz ihres Namens weiterhin der britischen „Gesamt“-STA unterstand; 2003 wurden ihre Aufgaben – d. h. die Veranstaltung der Tall Ships' Races und anderer Sail-Training-Veranstaltungen – von der dafür gebildeten internationalen Organisation Sail Training International übernommen. Die STA Schooners entschied auf einer Mitgliederversammlung am 1. August 2003, sich in Tall Ships Youth Trust (dt.: Großsegler-Jugend-Stiftung) umzubenennen; trotz des neuen Namens kann sie sich damit als älteste Organisation, die sich dem Sail Training widmet, bezeichnen. Die beiden ursprünglichen Schiffe wurden im März bzw. Dezember 2000 außer Dienst gestellt und von den Briggs Stavros S Niarchos (April 2000) und Prince William (April 2001) abgelöst. Seit ihrer Gründung hat die Organisation nach eigenen Angaben Sail-Training-Fahrten für über 65.000 Personen durchgeführt.
Im Laufe der Jahre hatten sich neben der Sail Training Association noch weitere Sail-Training-Organisationen in Großbritannien gebildet. Anfang der 1970er Jahre organisierte Lord Dulverton mehrere Treffen dieser Organisationen, damit sie ihre Vorgehensweisen und den Umgang mit üblichen Schwierigkeiten vergleichen könnten. Zu den Organisationen, die auf diesen ersten Treffen zusammenkamen, gehörten neben STA Schooners und STA Races unter anderem auch die Royal Yachting Association, der Sportrat (Sports Council) und das Seekadetten-Corps. Nach etwa drei Treffen entschieden sich die Teilnehmer, einen Verband zu gründen und sich den Status einer wohltätigen Organisation anerkennen zu lassen. 1972 wurde daraufhin die Association of Sea Training Organisations (ASTO) ins Leben gegründet. Sie vertritt heute 25 Vollmitglieder und 10 angeschlossene Mitglieder, die 55 Segelschiffe betreiben, die von einer 10 Meter langen Slup (Einmaster) bis zu einer 65 Meter langen Bark (Dreimaster) reichen. Sie hilft jährlich bei der Finanzierung von über 80.000 Kojentagen, einschließlich für behinderte Mitsegler.

### Neuseeland (1972)
Die neuseeländische Stiftung The Spirit of Adventure Trust wurde 1972 von Lou Fisher gegründet, um die Persönlichkeitsentwicklung von jungen Neuseeländern durch Sail Training zu fördern. Jährlich nehmen 1200 junge Neuseeländer an den Aktivitäten der Stiftung teil.

### Finland (1973)
1973 wurde in Finnland die Sail Training Association Finland gegründet. Auf ihren Schiffen sind bis heute mehr als 12.500 junge Menschen gesegelt.

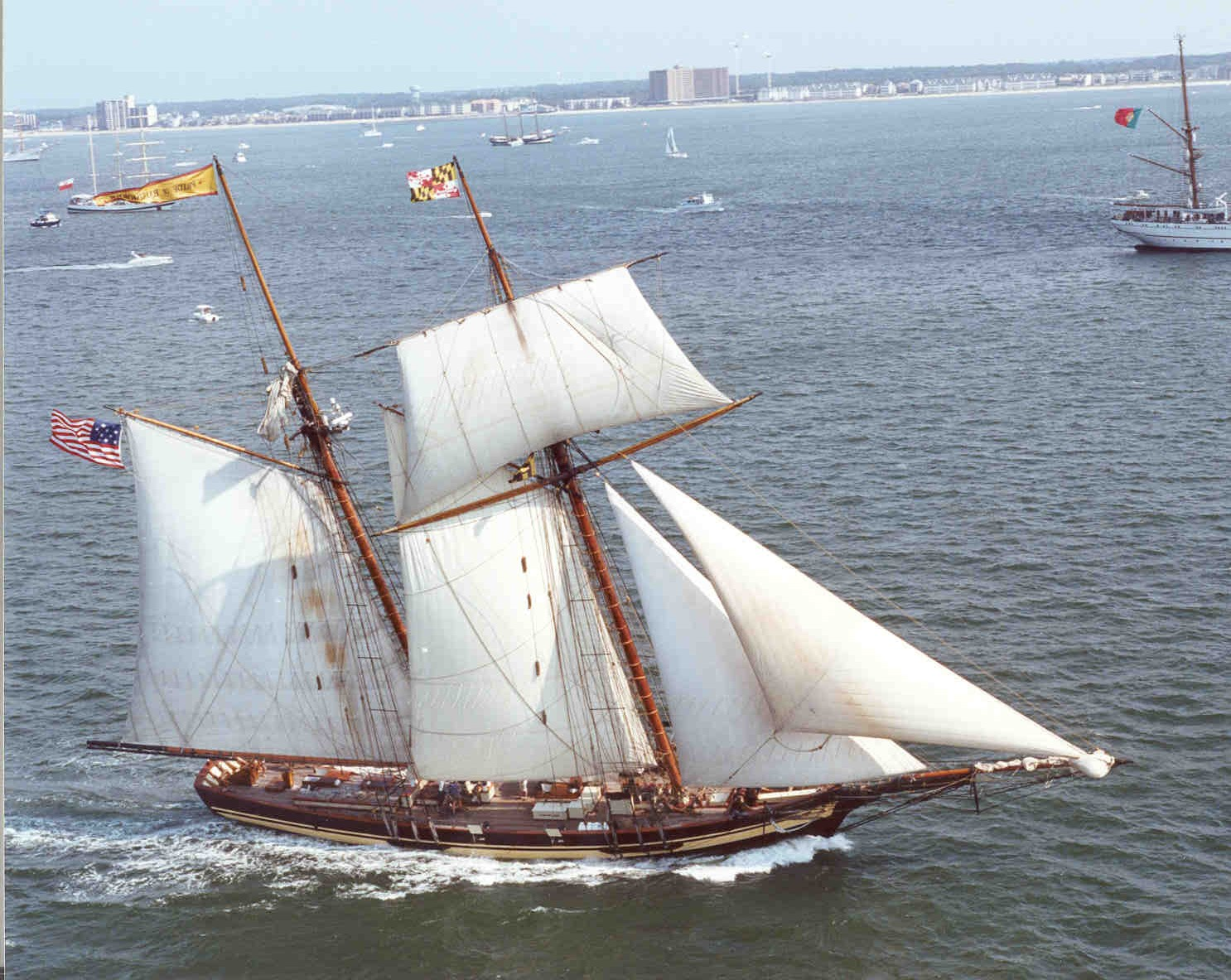
Der US-amerikanischen STA angeschlossen: Pride of Baltimore

### USA (1973)
Am 3. April 1973 wurde in den USA die gemeinnützige American Sail Training Association – abgekürzt ASTA – gegründet. Heute sind der ASTA mehr als 250 Schiffe angeschlossen, darunter US-amerikanische Schiffe wie das Dreimast-Museumsschiff Star of India, aber auch mehrere ausländische Schiffe wie die indonesische Dewaruci oder die brasilianische Cisne Branco. Die ASTA organisiert unter anderem die Tall Ships Challenge Series, eine Reihe von Regatten, Paraden und maritimen Festen, die im Drei-Jahres-Turnus abwechselnd an den atlantischen und pazifischen Küsten sowie den Küsten der Großen Seen von Nordamerika stattfinden.

### Portugal (1980)
Die portugiesische Sail Training Association Associação Portuguesa de Treino de Vela (abgekürzt Aporvela) wurde 1980 als gemeinnützige Organisation gegründet. Ihr gehören heute mehrere Sail-Training-Schiffe, unter anderem die Vera Cruz und die Boa Esperança, und sie hat mehrfach mit der International Sail Training Association (dem Vorgänger von Sail Training International) zusammengearbeitet, um die Windjammerregatten Tall Ships’ Races von oder nach Portugal zu organisieren.

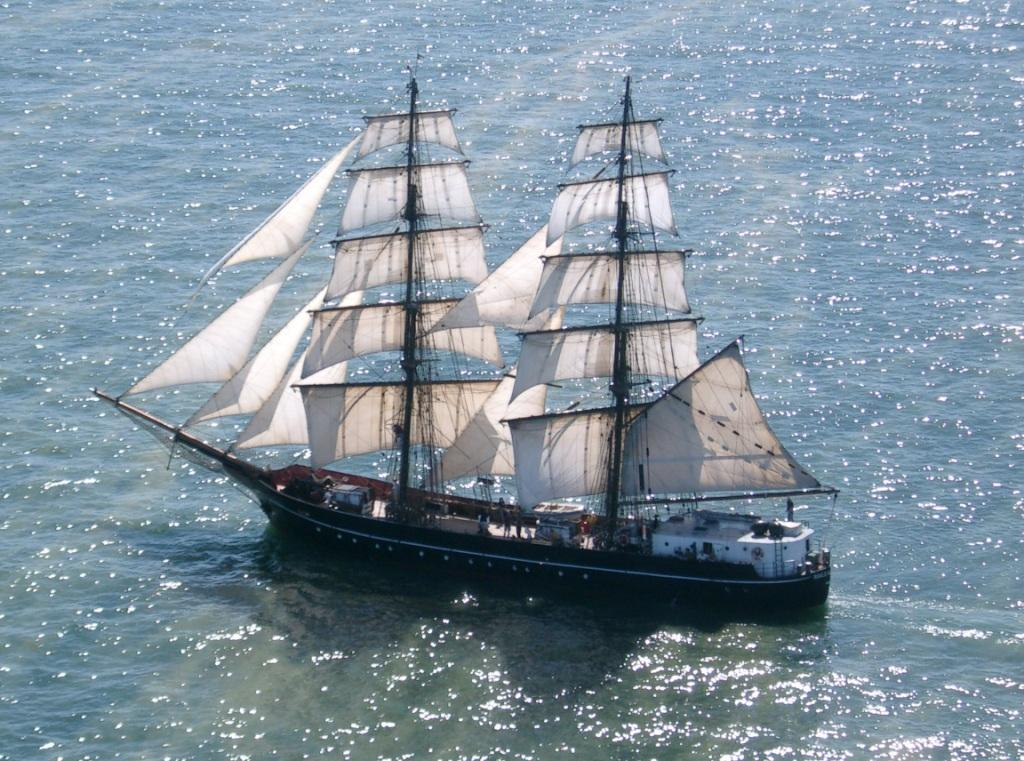
Der deutschen STAG angeschlossen: Die Roald Amundsen

### Deutschland (1984)
1984 wurde in Deutschland nach dem britischen Vorbild der Verein Sail Training Association Germany – abgekürzt STAG oder S.T.A.G. e. V. – gegründet. Seine Aufgabe ist nach eigenen Angaben die Betreuung deutscher Jugendlicher und Erwachsener sowie von Schiffseignern und Hafenstädten. Er unterstützt außerdem finanziell Jugendliche, die eine Sail-Training-Fahrt nicht selbst vollständig bezahlen können. Die STAG hat über 5000 Mitglieder. Sie ist als gemeinnütziger Verein und „besonders förderungswürdigen Zwecken dienende Körperschaft nach § 5 (1.9) KStG und als Träger der freien Jugendhilfe im Land Bremen“ anerkannt. In der STAG sind nach eigenen Angaben 47 deutsche Schiffe (vor allem Zweimaster und Dreimaster) zusammengeschlossen, unter anderem die Alexander von Humboldt, die fünf Traditionsschiffe des Vereins Clipper DJS (z. B. die 1887 gebaute Amphitrite), die Roald Amundsen und die Royal Louise.

### Kanada (1984)
Die Canadian Sail Training Association wurde 1984 gegründet. Ihr gehören 18 Schiffe – von einer sechs Meter langen Slup (Einmaster) bis zu einer 80 Meter langen Barkentine – an, und sie organisiert verschiedenste Sail-Training-Aktivitäten auf und mit diesen Schiffen.

### Niederlande (1985)

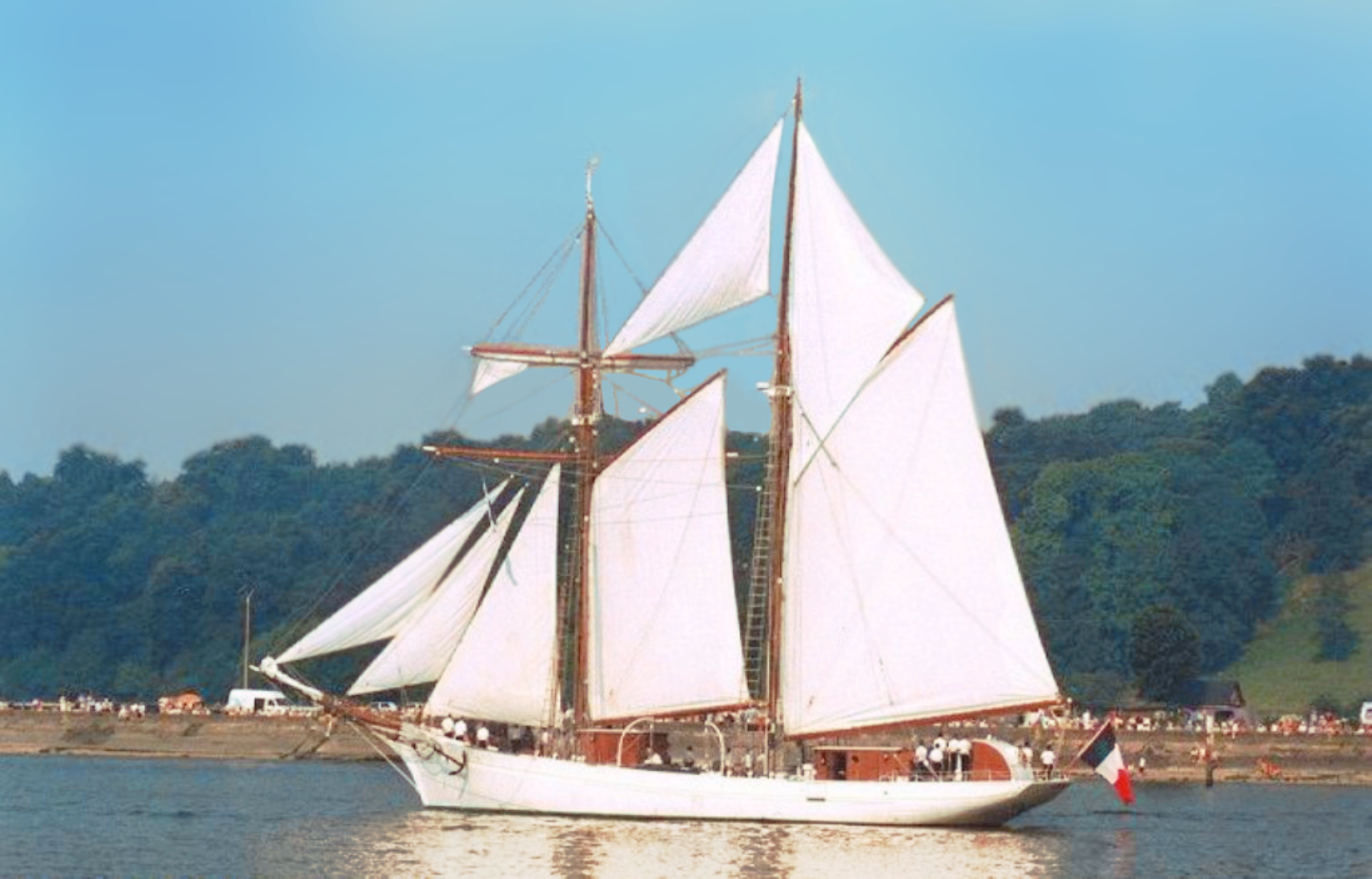
Der STA Frankreich angeschlossen: Die Etoile

Die Sail Training Association Netherlands wurde 1985 gegründet, um Sail Training für junge Niederländer zu fördern. Wie andere Sail Training Associations organisiert auch sie Aktivitäten und insbesondere Regatten für Großsegler.

### Frankreich (1990)

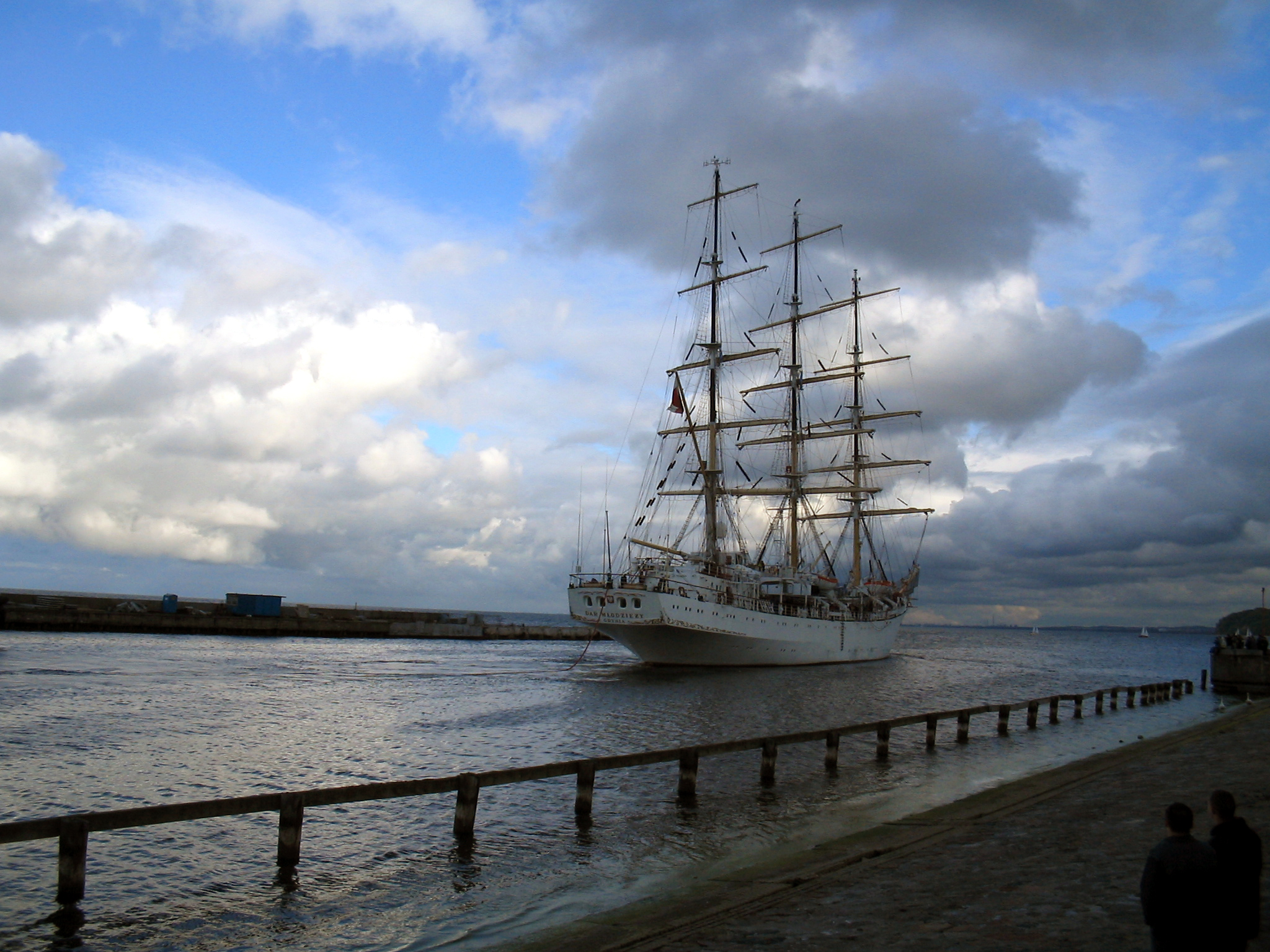
Der STA Polen angeschlossen: Die Dar Młodzieży

Die 1990 gegründete Organisation Amis des Grands Voiliers – Sail Training Association France (frz./ engl.: Freunde von Großseglern – Sail Training Association Frankreich) widmet sich dem Sail Training in Frankreich. Ihre 400 Mitglieder reichen von Privatpersonen über Schiffsbetreiber zu Organisationen. Die STA Frankreich vertritt 40 Schiffe (z. B. den Dreimaster Belem und die Slup Sereine), organisiert Ausstellungen und maritime Veranstaltungen und hilft – unter anderem durch die vierteljährlich erscheinenden Grands Voiliers Infos und einen monatlich herausgegebenes Blatt – jungen Franzosen, Sail-Training-Programme weltweit zu finden und an ihnen teilzunehmen.

### Polen (1993)
Als erste osteuropäische Sail Training Association wurde 1993 die polnische Sail Training Association Poland gegründet. Ihr gehören inzwischen mehr als 100 wahlberechtigte Mitglieder sowie (nicht wahlberechtigt) die Maritime Academy of Gdynia (Maritime Akademie von Gdingen, Betreiber der Dar Młodzieży), die polnische Marine (Betreiber der ORP Iskra), die polnische Pfadfinderorganisation Związek Harcerstwa Polskiego (Betreiber der Zawisza Czarny) und die Polski Związek Żeglarski (Polish Yachting Association; Betreiber der Kapitan Głowacki, ex Henryk Rutkowski) an. Die STA Polen ist Betreiber und Miteigner des Dreimasters Pogoria.

### Weitere Sail Training Associations
In den übrigen 90er Jahren und kurz nach der Jahrtausendwende sind weitere Organisationen entstanden:
Die 1994 gegründete belgische Sail Training Association Belgium betreibt das organisationseigene Schiff T/S Williwaw, das sie ursprünglich selbst restauriert hat, und fördert Sail Training auf weiteren Schiffen. Die 1996 in Dänemark gegründete Danish Sail Training Association zählt 30 Mitglieder aus Dänemark, Grönland und den Färöern, darunter alle zehn Sail-Training-Schiffe des Landes und fünf Häfen. Im gleichen Jahr wurde in Italien die Sail Training Association Italy in Partnerschaft der italienischen Marine und des Yacht Club Italiano gegründet, um Sail Training zu fördern. Durch vielfältige Kooperationen mit der Marine wie auch den Eigner und/oder Betreibern anderer Schiffe kann die STA Italien ein vielfältiges Angebot mit teilweise stark vergünstigten oder sogar kostenlosen Mitsegelgelegenheiten anbieten. Sie engagiert sich außerdem in einem internationalen Mitsegler-Austauschprogramm. Zur 1998 in Schweden gegründeten Sail Training Association Sweden gehören mehrere Häfen, die schwedische Marine und etwa 60 Schiffe, auf denen manchmal oder kontinuierlich Sail Training stattfindet. Die norwegische Norwegian Sail Training Association (1999) hat vier Mitgliedskategorien, die Sail-Training-Schiffe, frühere und zukünftige Häfen für die Tall Ships’ Races, Privatpersonen und Organisationen, die die norwegische STA unterstützen, sowie Körperschaften aufnehmen.
2001 wurde nach dem Erfolg der transatlantischen Regatta Tall Ships 2000 die Sail Training Association Bermuda gegründet; sie fördert die Teilnahme junger Menschen von den Bermudas an internationalen Sail-Training-Angeboten und arbeitet außerdem mit der Bermuda Sloop Foundation (dt.: Bermuda-Slup-Stiftung) zusammen, um eine eigene Bermuda-Slup (bestimmter Typ eines Einmasters) für Sail-Training-Zwecke zu bauen. In Lettland wurde 2002 die Sail Training Association Latvia gegründet, zu deren Mitgliedern drei Eigner und/oder Betreiber von Schiffen und zwei Jachtclubs gehören. Die STA Lettland setzt sich dafür ein, dass weitere lettische Schiffseigner sich am Sail Training beteiligen, und fördert außerdem internationale Sail-Training-Austauschprogramme. Der 2003 in Spanien gegründeten Sail Training Association España gehören sämtliche Sail-Training-Schiffe des Landes sowie die spanische Marine und einige Häfen an.
Die bisherigen Sail Training Associations beschränken sich damit weiterhin auf den europäischen, nordamerikanischen und australisch-neuseeländischen Raum.

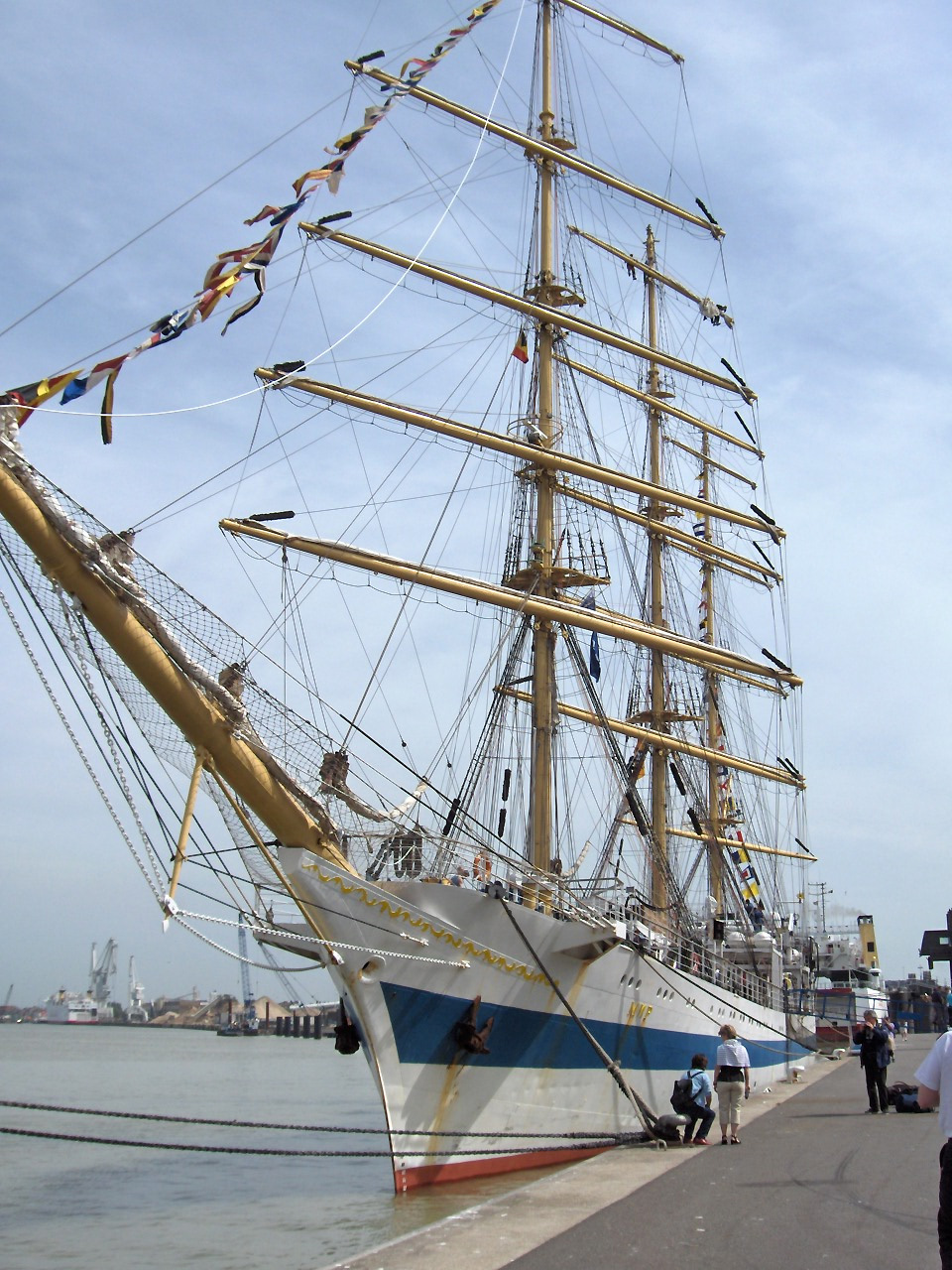
Der Betreiber der Mir übernimmt STA-Aufgaben in Russland

## Ähnliche Organisationen in anderen Ländern
In Irland und Russland bestehen zwar keine offiziellen Sail Training Associations, ihre Aufgaben werden jedoch von anderen Organisationen wahrgenommen. Diese Organisationen sind keine Dachverbände nationaler Sail-Training-Associations, sondern betreiben selbst Schiffe, sie sind aber anstelle nationaler Sail Training Associations Mitglieder von Sail Training International.
Bereits 1968 wurde in Irland Coiste an Asgard gegründet, die den zum Sail Training eingesetzten Zweimaster Asgard II betreibt und Sail Training für junge Iren fördert. In Russland werden Sail-Training-Aufgaben von der Staatlichen Admiral Makarow-Akademie wahrgenommen, die das russische Schiff Mir betreibt. Die Akademie arbeitet mit Sail Training International für russische Sail-Training-Veranstaltungen zusammen.